# Hacer un puente (canción)
«Hacer un Puente» es la cuarta canción del segundo álbum de estudio, Hacer Un Puente (2011), de la banda de rock argentina La Franela. Es el segundo sencillo del álbum en el que salió de forma promocional. Gracias a está canción, el álbum de forma inesperada ganó gran popularidad, con su sonido reggae y melodías llegó a ser un éxito e impulsado por su vídeo musical publicado en 2012, y considerado un «Clásico del Rock Argentino». La canción arrasó el verano del 2012 y su difusión llegó a muchas emisoras de radio, y su difusión en la cadena de MTV Latin America Music duró cinco semanas con 27 días de ejecución, ocupando el puesto N° 13 y el punto más alto del Top 20 en Argentina. También obtuvieron su aparición en el anuario de la revista Rolling Stone Argentina en su edición número 177 de diciembre de 2012, en donde se consideró la canción como una de las mejores del año 2012. En febrero de 2023, la revista Rolling Stone Argentina celebró su edición 300 adjunta a una lista de canciones titulada "Las 300 Canciones del Rock Argentino del Siglo XXI: 101-300" y en donde posicionaron «Hacer un Puente» en el puesto N° 127.

## Composición y grabación
La letra fue escrita por Daniel «El Piti» Fernández que junto al guitarrista Francisco Aguilar y el productor Martín Bosa, compusieron la música de la canción. Fernández tenía pensado dejar la canción afuera del álbum, ya que contaba una historia muy personal de él, pero Bosa insistió en que la canción salga a la luz, porque tenía potencial y era lo que la gente quería escuchar. A Fernández no le convencía la canción, ya que al escuchar su voz se sentía como un rapero, la letra muy larga y pegada. Pero Bosa, empezó a trabajar en la canción metiendo coros y Aguilar trabajo en las melodías e incluyó un ukulele a la canción.
La canción fue grabada, mezclada y producida por Martín «Túcan» Bosa en El Abasto Mansión Monsterland y Tucansoniq, masterisado en Puri Mastering por Max Scenna.

## Historia de «Hacer un Puente»
En el año 2016, Carlos Contepomi (BEBE) en su canal personal de YouTube subió un vídeo en el que entrevisto a Fernández de La Franela, en donde les cuenta a quién y por qué compuso la canción «Hacer un Puente». La letra realmente nunca fue dirigida a una mujer.

«En el año 2008, cuando empezamos este proyecto, mi hijo más grande se quedo a vivir con la mamá en Córdoba porque, bueno, nos separamos. Entonces todos los meses, agarrábamos el auto con mi compañera Carito y lo íbamos a ver, y alquilábamos una cabaña, lo sacábamos a pasear, pin, pin, pin. Y en una de esas cabaña, salió "Hacer un Puente" dedicado a él. Sí te veo del otro lado voy a cruzar. Por suerte hace 5 años que volvió a vivir conmigo así que se ve que el puente llegó. Llegó el Puente»
— Daniel «El Piti» Fernández

## Publicación
Después del primer adelanto/sencillo publicado el 3 de octubre de 2011 de la canción «Price for Freedom». El 19 de octubre, a través del canal de YouTube de la discográfica PopArt Discos asociada a Tocka Discos, se dio el segundo adelanto en forma de estudio de corta duración de «Hacer un Puente».

## Vídeo musical
En el vídeo musical de «Hacer un Puente» tiene la aparición de la actriz argentina Griselda Siciliani, Martín Fabio de Kapanga, Santiago Moreno Charpentier de Tan Biónica, Manuel Quieto de La Mancha de Rolando, entre cada uno aportó una grabación de celular para la creación del vídeo musical. El vídeo fue mostrado al público por primera vez en el Teatro Vorterix Rock, el 12 de mayo de 2012. La producción del vídeo musical fue realizado por el Estudio de animación y diseño, Váscolo. Aunque originalmente fue publicado en el 12 de abril, en la plataforma de Vimeo; donde acreditan a Ernesto Reyna como editor y junto a Leonor Barreiro como directores del vídeo.

## Ficha técnica

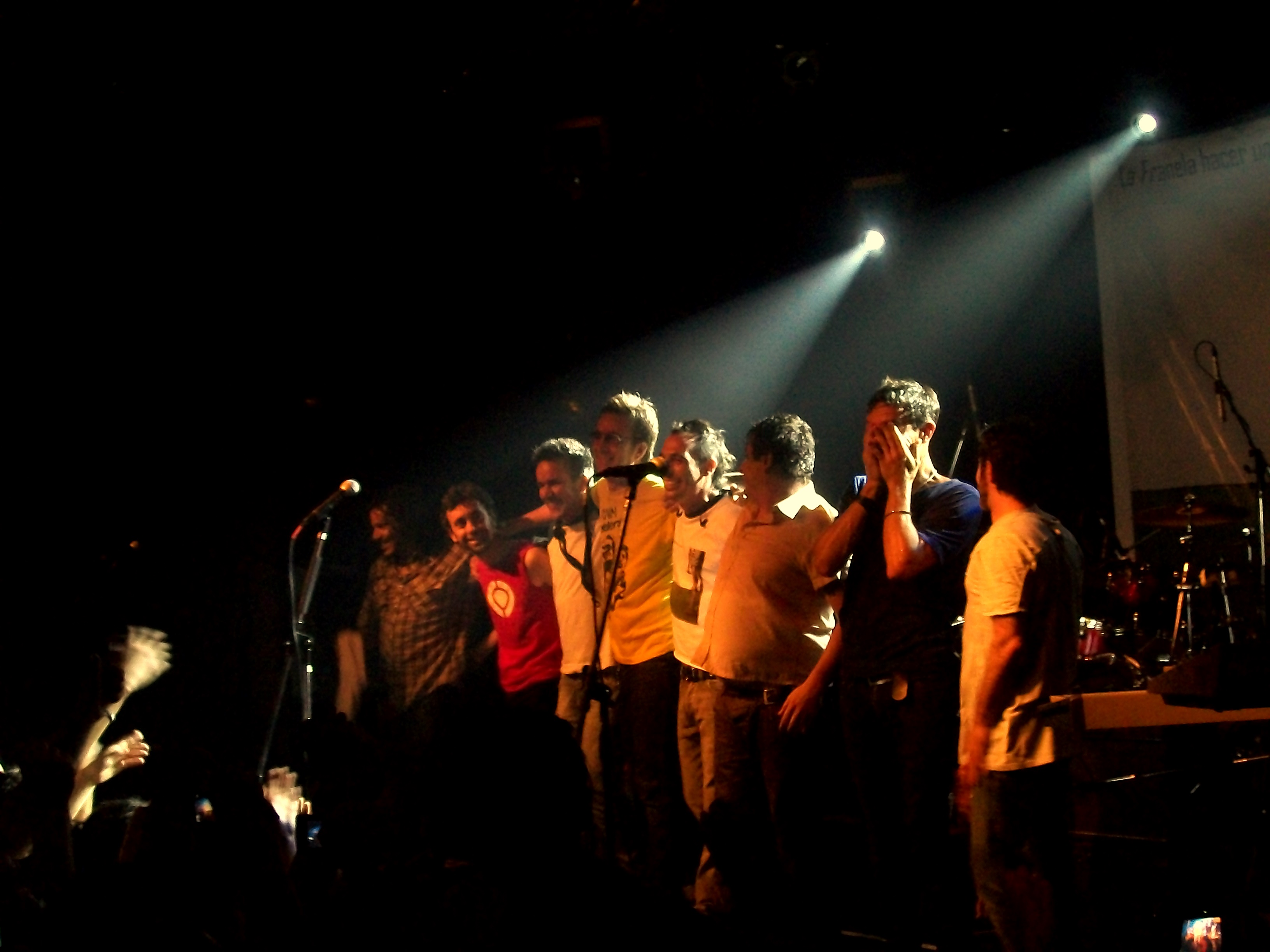
Formación de La Franela en 2011. De izquierda a derecha: Francisco Aguilar, Diego Módica, Pablo Ávila, Lucas Rocca, Daniel Fernández, José De Diego, Martín Bosa y Facundo Goméz.

Los créditos están adaptados de las notas del álbum.
La Franela
- Daniel Alberto Fernández — voz, guitarra
- José María De Diego — voz, coros
- Carlos Francisco Aguilar — guitarra, ukelele, mandolina, charango, coros
- Lucas Emiliano Rocca — bajo
- Diego Hernán Módica — batería, percusión
- Pablo Ignacio Ávila — saxofón, flauta traversa
- Diego Martín Bosa — guitarra, teclados
- Facundo Farías Goméz — percusión

Músicos invitados
- Alejandro "Pollo" Gómez Ferraro — trompeta, trombóm, clarínete (también en «Price for Freedom» y «Maikel Focs»)

## Versión de Francisco, el Hombre
En el año 2017, la banda de rock brasileña Francisco, el Hombre. Fue uno de los diez intérpretes internacionales en ser seleccionados para versionar una canción junto a otros artistas internacionales como nacionales de Argentina con el objetivo de crear una obra inédita y diversa. De Francisco, el Hombre eligieron «Hacer un Puente», la cual fue cantada al lenguaje nativo de la banda y con un cambio de ritmo pasando de reggae al estilo de la música brasileña. Incluso La Franela fue partícipe del mismo, interpretando «Té para Tres» de Soda Stereo. Entre las 30 canciones del álbum Ya Me Estoy Volviendo Canción, «Ter uma Ponte» (también como «A Ponte») es la vigésimo sexta canción. Fue grabada en 2017, y publicado por COOP DISCOS.
Para marzo de 2020, la banda publicó un comunicado adjunto a un vídeo musical casero. En el comunicado explican sobre su participación en Ya Me Estoy Volviendo Canción del año 2017, con «Ter uma Ponte». Comentaron que la letra es linda y que transmite un mensaje importante y según para aquel momento, ya que había empezado una pandemia temprana del COVID-19. Y decidieron tocarla una vez más de forma Acústica.